# حشره‌خوار گورامبا
 حشره‌خوار گورامبا (نام علمی: Crocidura phaeura) نام یک گونه از سرده حشره‌خوارهای دندان‌سفید است.